# تپه س ورزقان
تپه س ورزقان مربوط به هزاره اول قبل از میلاد است و در ۶۰۰ متری جنوب شرقی ورزقان واقع شده و این اثر در تاریخ ۱۲ شهریور ۱۳۸۶ با شمارهٔ ثبت ۱۹۳۶۳ به‌عنوان یکی از آثار ملی ایران به ثبت رسیده است.